# Marina Rei (album)
Marina Rei è il primo album in studio della cantante italiana omonima, pubblicato nel 1995 dalla Virgin Records.
Il disco è stato ristampato l'anno successivo in occasione della partecipazione dell'artista al Festival di Sanremo 1996 con il brano Al di là di questi anni. Sono diversi i singoli estratti da questo lavoro dell'artista romana. Nell'ordine: Sola e Noi, usciti prima della partecipazione al Festival, a cui fanno poi seguito il brano in gara e Pazza di te.

## Tracce
Edizione del 1995
1. Mo-monotonia
2. I sogni dell'anima
3. Noi
4. La prima volta
5. Generatore di traffico
6. Bianco
7. Libera libera
8. Pazza di te
9. Sola
10. Odio e amore
11. Io lo devo a te

Riedizione del 1996
1. Mo-monotonia
2. Al di là di questi anni
3. I sogni dell'anima
4. Noi
5. La prima volta
6. Generatore di traffico
7. Bianco
8. Libera Libera
9. Pazza di te
10. Sola
11. Odio e amore
12. E il paradiso verrà (cover de "If You Don't Know Me by Now")
13. Io lo devo a te
14. I sogni dell'anima (Todd Terry Remix)

## Formazione
- Marina Rei – voce, cori, percussioni
- Giancarlo Capo – chitarra elettrica
- Alessandro Canini – batteria
- Vincenzo Restuccia – percussioni, timbales
- Federico Zampaglione – chitarra elettrica
- Frank Minoia – tastiera, programmazione, basso
- Filippo Minoia – chitarra, cori
- Arnaldo Vacca – percussioni
- Claudio Corvini – tromba
- Mario Corvini - trombone
- Gianni Savelli – sax
- Laura Arzilli, Piera Pizzi, Charlie Cannon, Luca Velletri, Karen Jones – cori